# World Green Building Council
O World Green Building Council (WorldGBC) é uma organização sem fins lucrativos e rede global de Green Building Councils (GBCs) nacionais.  Possui conselhos membros em mais de 70 países em todo o mundo, que coletivamente têm 49 000 membros (25 000 empresas associadas e 24 000 membros individuais).
A organização está empenhada em atingir as seguintes metas até 2050: limitar o aumento da temperatura global a 2 graus Celsius; reduzir as emissões de CO2 do setor da construção civil em 84 gigatoneladas; e garantir que todos os edifícios tenham emissões líquidas zero. Esses objetivos garantirão que o setor de edifícios e construção desempenhe seu papel no cumprimento da ambição do Acordo de Paris.

## História
Em 1993, foi fundado nos EUA o primeiro Green Building Council, formado por Rick Fedrizzi, David Gottfried e Mike Italiano, com a missão de promover práticas focadas na sustentabilidade na indústria da construção civil. Em todo o mundo, outros líderes verdes do setor analisaram o impacto do USGBC e decidiram iniciar movimentos semelhantes em seus próprios países, liderados por um GBC.  Indivíduos de todo o mundo foram apoiados pelo USGBC. Gottfried semeou e gerenciou a formação das "Nações Unidas dos Green Building Councils" com a missão de apoiar o desenvolvimento de GBCs, e uni-los com uma voz e propósito comuns.
Em 1999, a reunião de fundação do WorldGBC foi realizada na Califórnia, EUA. Em 2002, o WorldGBC foi oficialmente formado com oito GBCs fundadores: Austrália, Brasil, Canadá, Índia, Japão, México, Espanha e EUA.
Em 2007, um Secretariado para o WorldGBC foi formalmente estabelecido em Toronto, Ontário, Canadá, apoiado pela Toronto and Region Conservation Authority – que continua a trabalhar com o WorldGBC. O financiamento inicial de mais de US$ 1 milhão por ano durante três anos foi fornecido pelo governo de Ontário.
Desde então, o WorldGBC viu crescer e evoluir em seu foco e estrutura. Em 2009, o WorldGBC lançou cinco redes regionais e três níveis de associação (Prospectivo, Emergente e Estabelecido). Em 2010, um Conselho Consultivo Corporativo foi formado para fornecer insights estratégicos da indústria para o Conselho do WorldGBC. Em 2012, havia 71 GBCs membros.

O WorldGBC começou a produzir relatórios como The Business Case for Green Building em 2013 e Health, Wellbeing and Productivity in Offices em 2014. Em 2015, o Conselho do WorldGBC acordou um novo plano estratégico para a organização com cinco áreas de foco: Associação; Redes Regionais; Projetos e Parcerias; Marketing, Comunicação e Influência; e Governança e Operações.